# Beta SC
La Beta SC è una motocicletta monoposto italiana, dotata di propulsore a due tempi, prodotta dalla Beta Motor.

## Il contesto
La moto si presentava come un modello di impostazione sportiva, per via della sua estetica (cupolino anteriore e semimanubri, sella monoposto). Era dotata di un motore a due tempi con distribuzione lamellare, derivato da quello delle moto da fuoristrada della Casa toscana, che garantiva un buon tiro ai bassi regimi, una potenza di circa 15 CV a 7250 giri/min e una coppia di 1,52 kgm a 7000 giri/min. I consumi si attestavano tra i 18 e i 20 km/litro. La velocità massima si aggirava intorno ai 110 km/h, per via del cambio dotato di rapporti corti.
La frenata, affidata a un impianto misto (doppio disco all'anteriore e tamburo al posteriore), non era eccelsa (circa 36 metri per fermarsi da una velocità di 80 km/h). Un punto di forza della Beta era invece la leggerezza (appena 95 kg) e la sua stabilità in curva, oltre al prezzo, il più basso tra le ottavo di litro sportiveggianti dei primi anni ottanta (1.745.000 L. nel 1981)